# Natação nos Jogos Olímpicos de Verão de 2016 - Revezamento 4x100 m livre masculino
A competição do revezamento 4x100 m livre masculino da natação nos Jogos Olímpicos de Verão de 2016 foi disputada no dia 7 de agosto no Estádio Aquático Olímpico.

## Medalhistas
|  | USA Estados Unidos                                                                                |  | FRA França                                                                                   |  | AUS Austrália                                                             |
|  | Caeleb Dressel Michael Phelps Ryan Held Nathan Adrian Jimmy Feigen* Blake Pieroni* Anthony Ervin* |  | Mehdy Metella Fabien Gilot Florent Manaudou Jérémy Stravius William Meynard* Clément Mignon* |  | James Roberts Kyle Chalmers James Magnussen Cameron McEvoy Matthew Abood* |

*Participaram apenas das eliminatórias, mas também receberam medalhas.

## Recordes
Antes desta competição, os recordes mundiais e olímpicos da prova eram os seguintes:
| Tipo | Atleta | Tempo   | Local  | Data                 |
| ---- | --- | ------- | ------ | -------------------- |
|      | USA Estados Unidos Michael Phelps (47.51) Garrett Weber-Gale (47.02) Cullen Jones (47.65) Jason Lezak (46.06) | 3:08.24 | Pequim | 11 de agosto de 2008 |
|      | USA Estados Unidos Michael Phelps (47.51) Garrett Weber-Gale (47.02) Cullen Jones (47.65) Jason Lezak (46.06) | 3:08.24 | Pequim | 11 de agosto de 2008 |

## Resultados

### Eliminatórias
| Pos. | Elim. | Raia | CON                | Nadadores                                                                                                   | Tempo   | Notas            |
| ---- | ----- | ---- | ------------------ | --- | ------- | ---------------- |
| 1    | 1     | 4    | RUS Rússia         | Andrey Grechin (48.58) Aleksandr Popkov (48.18) Danila Izotov (47.65) Alexandr Sukhorukov (47.63)           | 3:12.04 | Q                |
| 2    | 2     | 1    | USA Estados Unidos | Jimmy Feigen (48.55) Ryan Held (47.79) Blake Pieroni (48.39) Anthony Ervin (47.65)                          | 3:12.38 | Q                |
| 3    | 2     | 5    | AUS Austrália      | James Magnussen (48.85) Kyle Chalmers (47.04) James Roberts (48.33) Matthew Abood (48.43)                   | 3:12.65 | Q                |
| 4    | 2     | 4    | FRA França         | Clément Mignon (48.59) William Meynard (49.05) Fabien Gilot (47.88) Mehdy Metella (47.75)                   | 3:13.27 | Q                |
| 5    | 2     | 3    | BRA Brasil         | Marcelo Chierighini (48.47) Nicolas Oliveira (47.96) Gabriel Santos (48.63) Matheus Santana (49.00)         | 3:14.06 | Q                |
| 5    | 1     | 6    | CAN Canadá         | Santo Condorelli (48.73) Yuri Kisil (47.70) Markus Thormeyer (48.29) Evan van Moerkerke (49.34)             | 3:14.06 | Q                |
| 7    | 2     | 6    | BEL Bélgica        | Dieter Dekoninck (49.91) Jasper Aerents (48.77) Glenn Surgeloose (48.09) Pieter Timmers (47.39)             | 3:14.16 | Q                |
| 8    | 1     | 2    | JPN Japão          | Katsumi Nakamura (47.99) Shinri Shioura (48.71) Kenji Kobase (48.79) Junya Koga (48.68)                     | 3:14.17 | Q,               |
| 9    | 1     | 5    | ITA Itália         | Luca Dotto (48.51) Marco Orsi (48.58) Michele Santucci (48.42) Luca Leonardi (48.71)                        | 3:14.22 |                  |
| 10   | 2     | 7    | GRE Grécia         | Odysseus Meladinis (49.92) Kristian Golomeev (47.43) Christos Katrantzis (49.13) Apostolos Christou (48.14) | 3:14.62 |                  |
| 11   | 1     | 7    | GER Alemanha       | Steffen Deibler (48.92) Björn Hornikel (48.89) Philipp Wolf (48.46) Damian Wierling (48.70)                 | 3:14.97 |                  |
| 12   | 1     | 3    | POL Polônia        | Paweł Korzeniowski (49.93) Kacper Majchrzak (48.42) Jan Świtkowski (48.64) Konrad Czerniak (48.53)          | 3:15.52 |                  |
| 13   | 1     | 8    | ESP Espanha        | Markel Alberdi (49.28) Miguel Ortiz-Cañavate (48.87) Aitor Martínez (48.87) Bruno Ortiz-Cañavate (49.69)    | 3:16.71 | Recorde nacional |
| 14   | 1     | 1    | ROU Romênia        | Marius Radu (49.33) Daniel Macovei (49.99) Alin Coste (49.51) Norbert Trandafir (48.20)                     | 3:17.03 |                  |
|      | 2     | 8    | HUN Hungria        | Dominik Kozma (48.77) Richárd Bohus (48.60) Krisztián Takács (48.93) Péter Holoda (48.91)                   | 3:15.21 | DSQ              |
|      | 2     | 7    | CHN China          | He Jianbin (50.08) Lin Yongqing Ning Zetao Yu Hexin                                                         |         | DSQ              |

### Final

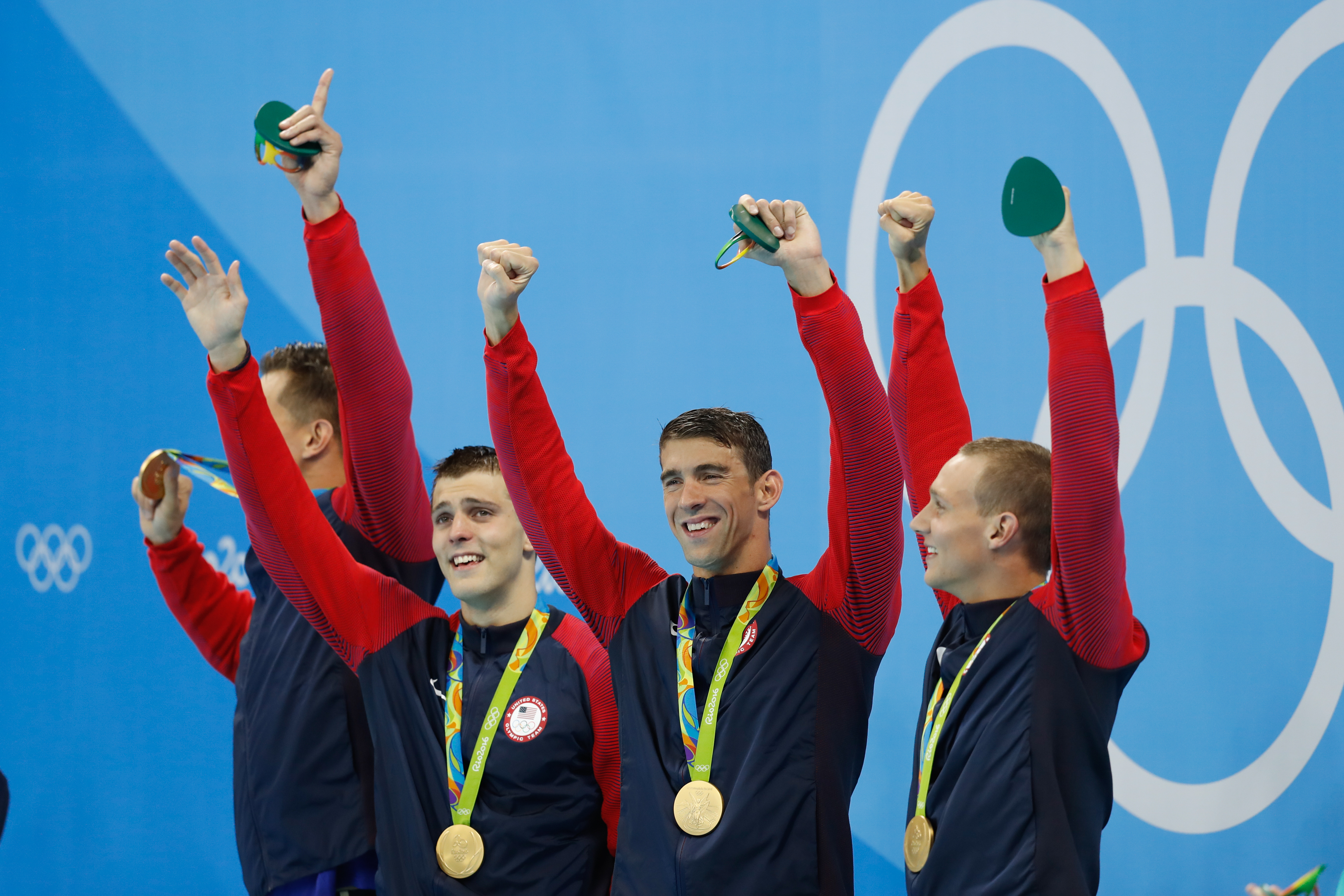
A equipe dos Estados Unidos conquistou a medalha de ouro

| Pos.              | Raia | CON                | Nadadores                                                                                          | Tempo   | Notas            |
| ----------------- | ---- | ------------------ | -------------------------------------------------------------------------------------------------- | ------- | ---------------- |
| Medalha de ouro   | 5    | USA Estados Unidos | Caeleb Dressel (48.10) Michael Phelps (47.12) Ryan Held (47.73) Nathan Adrian (46.97)              | 3:09.92 |                  |
| Medalha de prata  | 6    | FRA França         | Mehdy Metella (48.08) Fabien Gilot (48.20) Florent Manaudou (47.14) Jérémy Stravius (47.11)        | 3:10.53 |                  |
| Medalha de bronze | 3    | AUS Austrália      | James Roberts (48.88) Kyle Chalmers (47.38) James Magnussen (48.11) Cameron McEvoy (47.00)         | 3:11.37 |                  |
| 4                 | 4    | RUS Rússia         | Andrey Grechin (48.68) Danila Izotov (48.00) Vladimir Morozov (47.31) Alexandr Sukhorukov (47.65)  | 3:11.64 |                  |
| 5                 | 7    | BRA Brasil         | Marcelo Chierighini (48.12) Nicolas Oliveira (48.26) Gabriel Santos (48.72) João de Lucca (48.11)  | 3:13.21 |                  |
| 6                 | 1    | BEL Bélgica        | Glenn Surgeloose (48.73) Jasper Aerents (48.47) Emmanuel Vanluchene (48.82) Pieter Timmers (47.55) | 3:13.57 | Recorde nacional |
| 7                 | 2    | CAN Canadá         | Santo Condorelli (48.51) Yuri Kisil (47.76) Markus Thormeyer (48.40) Evan van Moerkerke (49.68)    | 3:14.35 |                  |
| 8                 | 8    | JPN Japão          | Katsumi Nakamura (48.49) Shinri Shioura (48.65) Kenji Kobase (48.79) Junya Koga (48.55)            | 3:14.48 |                  |

Legenda
| Recorde mundial      | Recorde mundial (World record)               |                       | Recorde africano                      | Recorde africano (African) |                                           | Q | Classificado por posição (Qualified) |
| Recorde olímpico     | Recorde olímpico (Olympic record)            | Recorde da América    | Recorde da América (Americas)         | q                          | Classificado por melhor tempo (Qualified) |   |                                      |
| Melhor marca do ano  | Melhor marca do ano (World leading)          | Recorde asiático      | Recorde asiático (Asian)              | DNS                        | Não largou (Did not start)                |   |                                      |
| Recorde nacional     | Recorde nacional (National record)           | Recorde europeu       | Recorde europeu (European)            | DNF                        | Não terminou (Did not finish)             |   |                                      |
| Recorde pessoal      | Recorde pessoal do atleta (Personal best)    | Recorde da Oceania    | Recorde da Oceania (Oceania)          | DSQ / DQ                   | Desclassificado (Disqualified)            |   |                                      |
| Recorde da temporada | Recorde da temporada do atleta (Season best) | Recorde sul-americano | Recorde sul-americano (South America) | NM                         | Sem marca (No mark)                       |   |                                      |